# Журуа
Журуа (шп. Río Yuruá, порт. Rio Juruá) је десна притока Амазона западно од реке Пурус. Извире на висоравни Укајали. Пловна је 1823 km узводно од ушћа. Укупна дужина јој је 3.283 km.